# Gai Luci Marci Sèptim
Gai Luci Marci Sèptim (Caius Lucius Marcius Septimus) era un centurió molt popular entre la tropa, que va servir sota Gneu Corneli Escipió a Hispània i va ser aclamat cap de l'exèrcit i procònsol el 211 aC quan van morir els germans Escipió; va agafar el comandament de les restes de l'exèrcit, al que va salvar de la total destrucció i va aconseguir una victòria menor (magnificada pels romans) sobre els cartaginesos dirigits per Àsdrubal (fill de Giscó) als que va rebutjar a la zona de l'Ebre.
En anunciar la seva victòria va assumir el títol de propretor el que va molestar al senat que no va ratificar l'elecció basant-se en el fet que Marci era només cavaller. Com procònsol va ser designat Caius Claudi Neró. Marci va tornar al seu lloc de centurió sense que se li conegui cap queixa o acte d'indisciplina.
Quan Publi Corneli Escipió Africà Major va arribar a Hispània el 210 aC va tractar amb distinció a Sèptim. Després de la conquesta romana de Cartago Nova, Escipió el va enviar amb un terç de l'exèrcit a assetjar la ciutat de Castulo que finalment es va rendir quan Escipió i va anar en persona. Llavors fou enviat contra Astapa que va deixar en ruïnes.
Durant la malaltia d'Escipió el 206 aC va assolir altra vegada el comandament. Acabada la revolta de Sucro i la revolta d'Indíbil i Mandoni, Publi Corneli Escipió va anar contra Gades amb forces de terra, mentre Gai Leli atacava la ciutat per mar i derrotava als cartaginesos en una batalla naval enfront de Carteia. En general es va distingir durant tota la campanya a Hispània i després no torna a ser esmentat.